# Rafael Ram de Víu y Pueyo
Rafael Ram de Víu y Pueyo, barón de Hervés, II conde de Samitier, grande de España, Caballero de la Orden de Carlos III,  (Alcañiz, Teruel, 1777? – Teruel, 12 de enero de 1834) fue un militar y político español, comisionado por la Junta Central en la Guerra de la Independencia Española y comandante de Infantería en la Primera Guerra Carlista. Corregidor de Teruel (1824-28) y Corregidor-gobernador de Valencia (1828-1833).
Se le recuerda por haber protagonizado, en noviembre de 1833, el levantamiento carlista en Morella (Maestrazgo) a favor del pretendiente Carlos María Isidro de Borbón (conocido como "Carlos V" por sus seguidores). Fue fusilado en Teruel el 12 de enero de 1834 por los liberales; la carta de despedida que redactó los días previos representa una concisa manifestación de sus ideales religiosos y políticos.

## Biografía

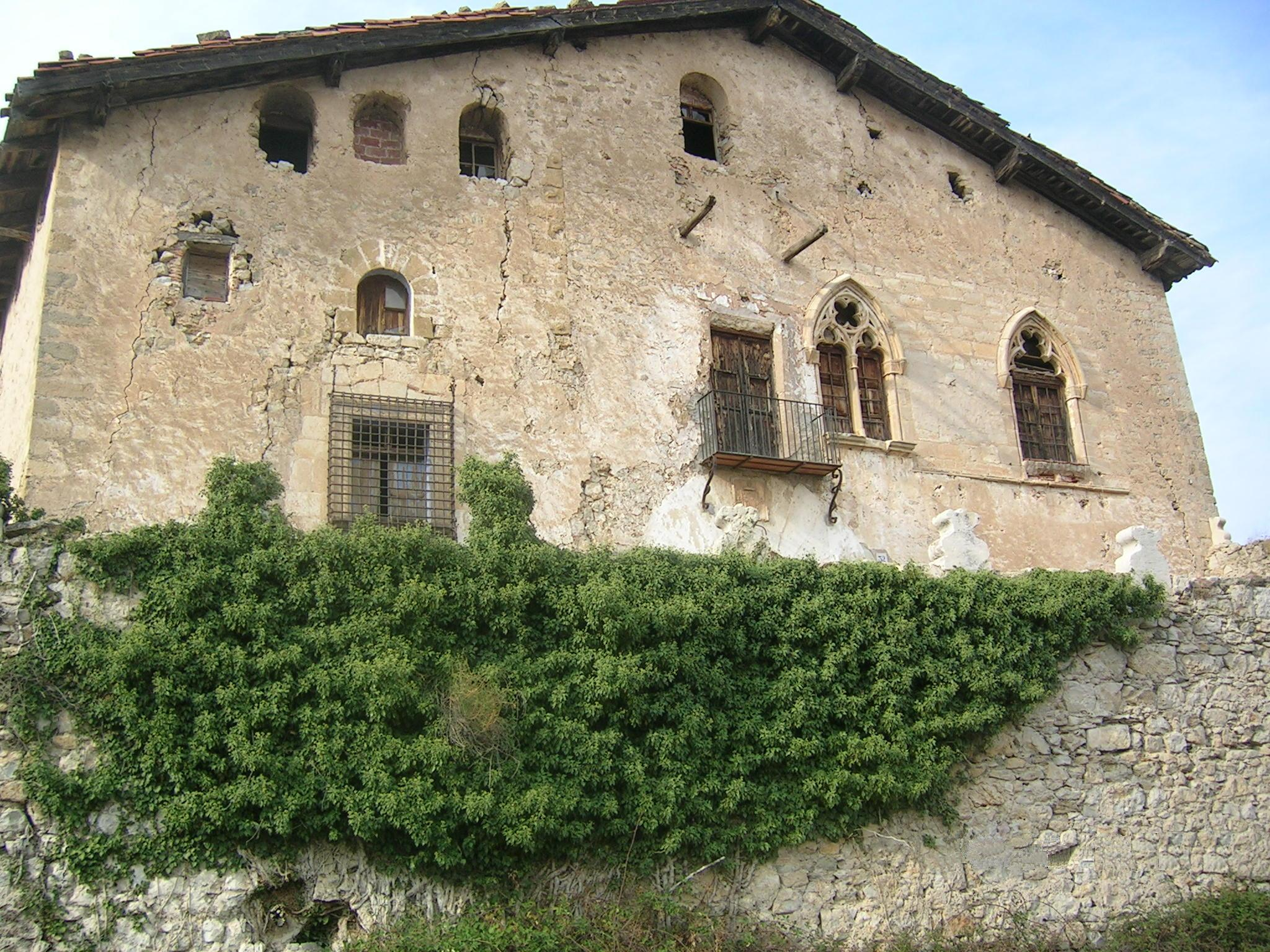
Castillo de Herbés, casa solariega de los barones de Hervés.

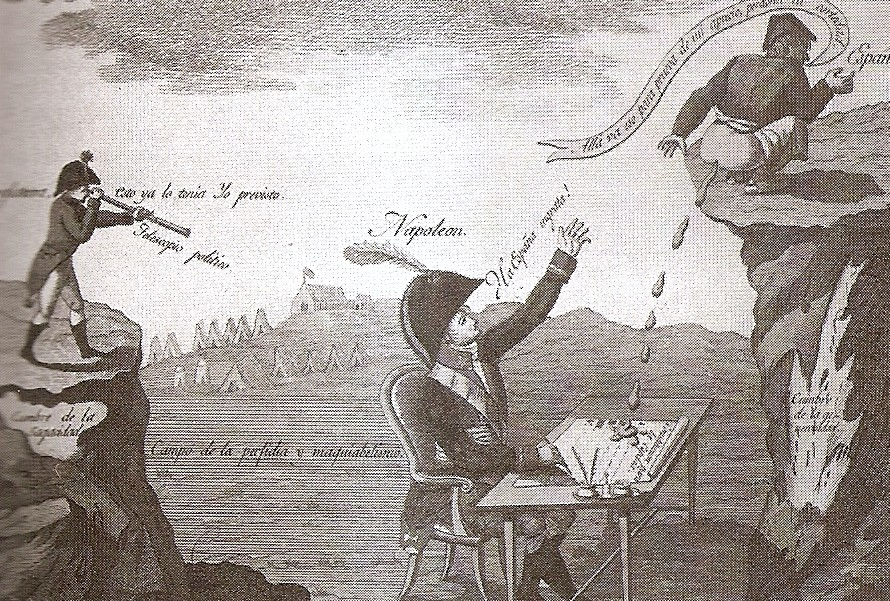
Parodia de las guerras napoleónicas, en las que destacó Ram de Víu en la zona del bajo Aragón. Por sus méritos en la contienda, fue condecorado con la Orden de Carlos III y elevado a comandante de Infantería retirado.

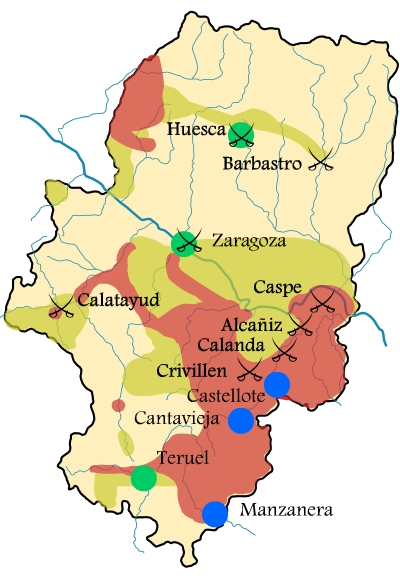
El carlismo en Aragón, durante la primera guerra, en la que Ram de Víu fue un destacado protagonista.

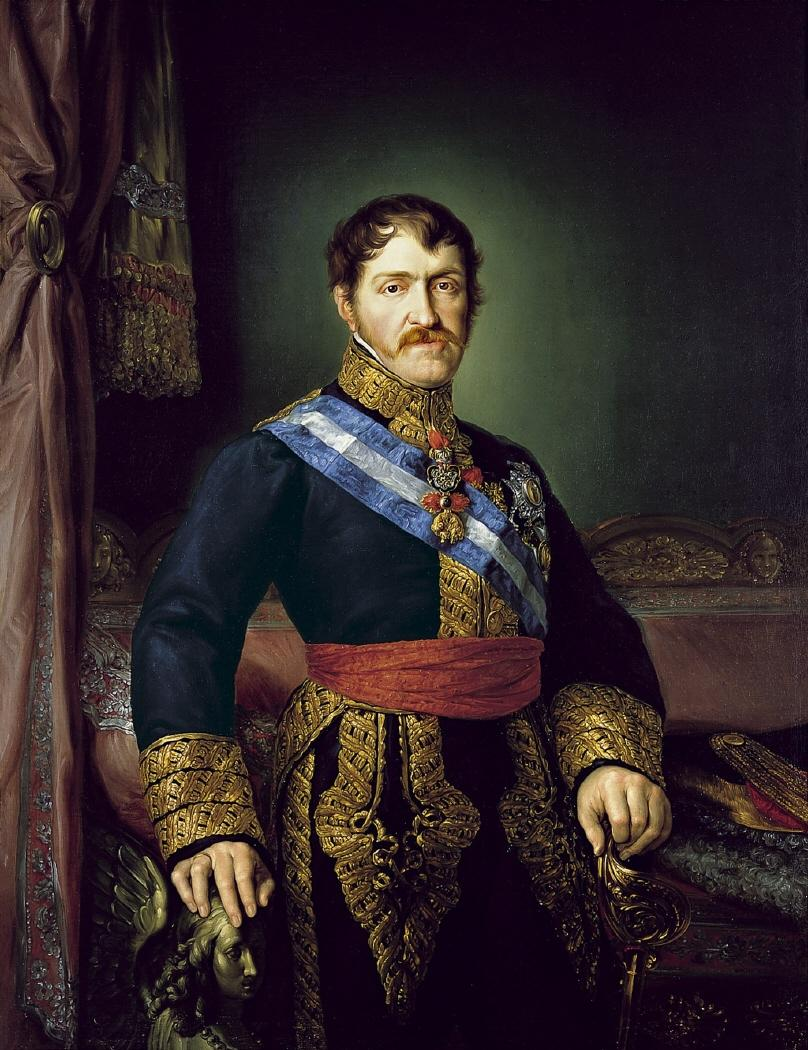
El pretendiente Carlos María Isidro de Borbón, por cuya causa luchó Ram de Víu con la misma fidelidad con la que había servido a su hermano, el rey Fernando VII, durante la Guerra contra Napoleón.

Nació en Alcañiz (Teruel), hijo de Jerónimo Ram de Víu y Liñán, barón de Hervés (1731-?), y de su segunda esposa, Mariana Pueyo y Pujadas. Era el segundo hijo de este matrimonio, del que nacerían también: Victoria Ram de Víu, casada con Saturio Muñoz-Serrano, caballero de la Orden de Malta; Fermín Ram de Víu, caballero también de la Orden de Malta; y Vicenta Ram de Víu, monja en el Real Monasterio de Santa María de Sigena, también de la Orden de Malta.
Su padre había casado en primeras nupcias con María Baillet, de cuya unión nació Buenaventura Ram de Víu y Baillet, primer conde de Samitier, que falleció joven y sin descendencia. Rafael Ram de Víu será, por tanto, el segundo hijo varón y también heredero de su padre.
La familia de los Ram tenía entre sus ascendientes a Pedro Ram, nombrado primer justicia de Alcañiz en 1126 por Alfonso I de Aragón, y al cardenal Domingo Ram y Lanaja, elector en el Compromiso de Caspe, donde fue elegido Fernando de Antequera como rey de Aragón en 1412.
Será abuelo del poeta Luis Ram de Víu y Quinto (Zaragoza 1864-Rubielos de Mora 18 de octubre de 1906).
Rafael Ram de Víu estudió Filosofía y Letras, y Derecho. Fue admitido en 1797 en la Real Maestranza de Caballería de Valencia.

### Guerra contra Napoleón (1808-1814)
El 26 de abril de 1809, durante el primer año de la guerra contra Napoleón, Rafael Ram de Víu fue comisionado por la Junta Central (anti-napoleónica) para organizar los recursos humanos y materiales de la zona de Morella, Alcañiz y Calatayud, y ponerlos a disposición del ejército nacional dirigido por el brigadier Joaquín Blake. Este cargo fue confirmado por el Consejo de Regencia, y estableció su centro de operaciones en Monreal del Campo (Teruel). Organizó con éxito el ejército en el territorio a él encomendado, y el 22 de abril de 1810 el capitán general de Aragón, José de Palafox, le encomienda el gobierno de Alcañiz y partidas; poco después, el 19 de mayo d e 1810, sería nombrado Corregidor interino de Alcañiz. En 1812, su mujer y su hijo primogénito son capturados por los franceses, lo cual no merma la fidelidad de Ram de Víu a la causa de Fernando VII y de la Nación. Su mujer e hijo serían canjeados meses después.

### Tiempo de paz (1814-1833)
Finalizada con éxito la guerra contra Napoleón, Ram de Víu fue condecorado en diciembre de 1814 con la Orden de Carlos III otorgada por el rey Fernando VII, en reconocimiento a sus méritos durante la contienda. Y en 1819 obtuvo el despacho de comandante de Infantería retirado.
En 1821, durante el trienio liberal (1820-1823), y a causa de la epidemia de fiebre amarilla que asoló Barcelona aquel año, fue comisionado por las Juntas de Valencia y Morella para organizar el cordón sanitario en los puertos de Tortosa y cordilleras. No obstante, era conocido como un ferviente realista, por lo que no se comprometió con las Milicias del periodo.
Durante la década absolutista (1823-1833), identificado con los ideales restaurados, Rafael Ram de Víu participó activamente en la vida política. El 24 de septiembre de 1824 fue nombrado gobernador militar y corregidor de Teruel, responsabilidad que acometió con éxito por lo que fue ascendido a Corregidor-gobernador de la ciudad de Valencia el 20 de junio de 1828. Durante ese periodo fraguó amistad con el conde de España y con el Infante Carlos de Borbón lo cual, unido a sus fervientes ideales realistas, le movió a participar en el levantamiento carlista de 1833.

### Levantamiento carlista de 1833
Tras el fallecimiento del rey Fernando VII, Ram de Viu y el coronel Carlos Victoria —Gobernador Militar y Político de la ciudad— se sublevan en Morella (Maestrazgo) a favor de la causa del Infante don Carlos, pretendiente al trono como rey Carlos V. El 30 de noviembre de 1833, Ram de Víu fue nombrado miembro de la Junta Carlista de Gobierno de Morella y, poco después, presidente de la misma; quedaba así definitivamente vinculado a la causa del pretendiente, que para Ram de Víu representaba la conservación de las tradiciones hipánicas. El levantamiento fracasó cuando el 8 de diciembre el gobernador de Tortosa, brigadier Hore, tomó Morella para la causa isabelina.
Ram de Víu y el grueso de su ejército —unos 1.200 hombres— huyeron al bajo Aragón, y establecieron el cuartel general en Calanda. Semanas después, el coronel liberal Cristóbal Linares de Butrón, comandante del 2.º batallón de granaderos de la Guardia Real isabelina, tomó Calanda, tras lo cual las tropas carlistas se dispersaron. Ram de Víu y toda su familia fueron hechos prisioneros en Mas de Bacanizas, y trasladados a Teruel. La esposa e hijo menor fueron declarados libres, pero Ram de Víu y su hijo mayor fueron condenados a muerte. Ram de Víu fue fusilado el 12 de enero de 1834; su hijo mayor, indultado.
Ram de Viu destacó por la carta que escribió a su familia el 26 de diciembre de 1833, poco antes de morir. El texto es una concisa manifestación de los ideales religiosos y políticos de Ram de Viu, y de la religiosidad de los carlistas ante la vida y la muerte.

## Condecoraciones
- Condecoración de la Orden de Carlos III, otorgada en diciembre de 1814 por el rey Fernando VII, por sus méritos durante la Guerra de la Independencia Española contra las tropas napoleónicas.[3]
- Grandeza de España, otorgada a título póstumo por el pretendiente Carlos María Isidro de Borbón ("Carlos V").[2]